# Браян Ті
Браян Ті (англ. Brian Tee, нар. 15 березня 1977, Окінава, Японія) — японсько-американський актор. Відомий завдяки ролям у фільмах: «Потрійний форсаж: Токійський дрифт», «Росомаха», «Світ Юрського періоду» та «Підлітки-мутанти черепашки-ніндзя 2». Також відомий роллю Ітана Чоя у телесеріалі «Медики Чикаго».

## Біографія
Ті народився під іменем Дже-Бом Таката (япон. 高田 ジェボム,  (кор. 다카타 재범) у префектурі Окінава. Його батько був американцем японського походження, а мати з Південної Кореї. Його батько народився в таборі для інтернованих під час Другої світової війни. Його мати жила в Японії, працювала репортером.
У віці двох років він переїхав до Асьєнда-Гайтс, штат Каліфорнія, і виріс у Південній Каліфорнії. Він відвідував середню школу імені Глена А. Вілсона, де був президентом асоційованої студентської організації та капітаном футбольної команди. У середній школі він працював у Blackjack Pizza в Hacienda Heights.
Ті закінчив Каліфорнійський університет у Берклі за спеціальністю «Театр і виконавське мистецтво». Незабаром після закінчення навчання він взяв своє «культурно неоднозначне» сценічне ім'я Брайан Ті після того, як корейський режисер відмовив йому на прослуховуванні за японське прізвище.

## Кар'єра
Ті зіграв Казу, власника Sushi Rox, у серіалі Nickelodeon «Зоуї 101». Він зіграв Едді Чоя в «Крах». Він знявся в ролі Акіри Кімури в серіалі «Грімм» і Такеди в серіалі «Чорна мітка». Він з'явився в в ролі Кена Накамура в серіалі «Кістки». Ті з'явився в епізоді першого сезону телесеріалу «Під прикриттям» в ролі корейського злочинця. Він має коротку роль у фільмі «Остін Паверс: Золотий орган» у ролі пішохода, який має коротку комічну дискусію з іншим чоловіком (которого грає Масі Ока) щодо законності називати гігантського монстра «Ґодзілла».
Ті також знявся в кліпі «Dance Like Michael Jackson» гурту Far East Movement.
У фільмі Джеймса Менголда «Росомаха» (2013) з Г’ю Джекманом у головній ролі Ті зіграв Нобуро Морі, міністра юстиції-садиста, який домовився одружитися з донькою боса Якудза Сінгена Яшіди (Хіроюкі Санада).
Ті зіграв роль Лю Канга в вебсеріалі «Смертельна битва: Спадщина».
Однією з найвідоміших ролей Ті була роль «Д. К.» Такаші «Потрійний форсаж: Токійський дрифт» (2006).
18 жовтня 2013 року Ті з'явився в телевізійному фільмі «Історія Геббі Дуглас», де він зіграв її тренера Лян Чоу, який вийшов у 2014 році на Lifetime.
Ті знявся у фільмі «Світ Юрського періоду» 2015 року , де він зіграв Хамаду, високопоставленого командира, який працює в підрозділі стримування активів (ACU).
Ті зіграв Шреддера в «Підлітки-мутанти черепашки-ніндзя 2».
20 липня 2015 року Ті підписав контракт на роль доктора Ітана Чоя в медичній драмі «Медики Чикаго». Також він з’явився у телесеріалах Пожежники Чикаго та «Поліція Чикаго». У жовтні 2022 року було підтверджено, що Ті піде з телесеріалу після восьми сезонів.
6 березня 2024 року Ті взяли на роль у третьому сезону телесеріалу «Річер», прем’єра якого відбулась у лютому 2025 року.

## Особисте життя
Окрім англійської, Ті вільно володіє японською та корейською мовами. Він одружений на актрисі Міреллі Тейлор, від якої у нього народилася донька в 2015 році.

## Фільмографія
| Рік       |    | Українська назва                    | Оригінальна назва                                | Роль                      |
| --------- | -- | ----------------------------------- | ------------------------------------------------ | ------------------------- |
| 2000      | с  | Удавальник                          | The Pretender                                    | Агент                     |
| 2000      | ф  | З якої ти планети?                  | What Planet Are You From?                        | Інопланетянин             |
| 2000      | с  | Людина-невидимка                    | The Invisible Man                                | Меллон                    |
| 2000      | с  | Баффі — переможниця вампірів        | Buffy the Vampire Slayer                         | Інтерн                    |
| 2001      | с  | Сімейне право                       | Family Law                                       | Агент                     |
| 2001      | с  | 18 коліс правосуддя                 | 18 Wheels of Justice                             | Хост                      |
| 2001      | с  | Хроніка                             | The Chronicle                                    | Нео                       |
| 2002      | ф  | Ми були солдатами                   | We Were Soldiers                                 | Джиммі Накаяма            |
| 2002      | с  | Зворотний бік                       | Flipside                                         | Ленс                      |
| 2002      | ф  | Остін Паверс: Золотий орган         | Austin Powers in Goldmember                      | Японський пішохід         |
| 2003      | с  | Військово-юридична служба           | JAG                                              | Північнокорейський солдат |
| 2004      | ф  | Зоряний десант 2: Герой Федерації   | Starship Troopers 2: Hero of the Federation      | Том Кобі                  |
| 2004      | с  | Пристрасті                          | Passions                                         | Азійський чоловік         |
| 2004      | с  | Нахвалювання                        | Cracking Up                                      | Хлопець                   |
| 2004      | с  | Монк                                | Monk                                             | Джеймс Лу                 |
| 2004      | тф | Тигровий круїз                      | Tiger Cruise                                     | Том                       |
| 2005      | ф  | Аферисти Дік та Джейн розважаються  | Fun with Dick and Jane                           | шеф-кухар суші            |
| 2005      | с  | Без сліду                           | Without a Trace                                  | Кірк                      |
| 2005      | с  | Оголошено у розшук                  | Wanted                                           | Джин-Лі Парк              |
| 2005—2008 | с  | Зоуї 101                            | Zoey 101                                         | Казу                      |
| 2006      | ф  | Потрійний форсаж: Токійський дрифт  | The Fast and the Furious: Tokyo Drift            | Такаші                    |
| 2006      | с  | Загін «Антитерор»                   | The Unit                                         | Лідер повстанців          |
| 2006      | с  | Антураж                             | Entourage                                        | Охоронець Фукіджами       |
| 2007      | ф  | Закінчуючи гру                      | Finishing the Game                               | Мак Ченг                  |
| 2007      | с  | Анатомія Грей                       | Grey's Anatomy                                   | Енді Мелтзер              |
| 2007      | тф | Пандемія                            | Pandemic                                         | Денні                     |
| 2008      | ф  | Торгівля                            | The Trade                                        | Містер Чо                 |
| 2008      | вг | Saints Row 2                        | Saints Row 2                                     | Джунічі                   |
| 2008      | с  | Єрихон                              | Jericho                                          | Ченг                      |
| 2008—2009 | с  | Зіткнення                           | Crash                                            | Едді Чой                  |
| 2009      | ф  | Мертва країна                       | Deadland                                         | Джакс                     |
| 2009      | с  | Теорія брехні                       | Lie to Me                                        | Хан Юн-Дай                |
| 2009      | ф  | Лист щастя                          | Chain Letter                                     | Браян                     |
| 2009      | с  | Кістки                              | Bones                                            | Кен Накамура              |
| 2009      | ф  | Палац одружень                      | Wedding Palace                                   | Джейсон                   |
| 2009      | с  | Під прикриттям                      | Dark Blue                                        | Канг                      |
| 2010      | мс | Титан Сімбіонік                     | Sym-Bionic Titan                                 | Майк Чан                  |
| 2011      | с  | Чорна мітка                         | Burn Notice                                      | Такеда                    |
| 2012      | с  | Потанцюймо                          | Shake It Up                                      | Містер Той                |
| 2012—2013 | с  | Грімм                               | Grimm                                            | Акіра Кімура              |
| 2013      | с  | Смертельна битва: Спадщина          | Mortal Kombat: Legacy                            | Лю Канг                   |
| 2013      | ф  | Росомаха                            | The Wolverine                                    | Нобуро Морі               |
| 2013      | с  | Гаваї 5.0                           | Hawaii Five-0                                    | Ру Набуші                 |
| 2014      | ф  | Історія Геббі Дуглас                | The Gabby Douglas Story                          | Лян Чоу                   |
| 2014      | с  | Агенти Щ.И.Т.                       | Agents of S.H.I.E.L.D.                           | Тошіро Морі               |
| 2014      | ф  | Немає сліз за мертвими              | No Tears for the Dead                            | Чао                       |
| 2014      | тф | Один Святвечір                      | One Christmas Eve                                | Доктор Чен                |
| 2015      | ф  | Світ Юрського періоду               | Jurassic World                                   | Гамад                     |
| 2015      | с  | Поліція Чикаго                      | Chicago P.D.                                     | Джессі Конг               |
| 2015      | с  | Татусь                              | Baby Daddy                                       | Томмі Квон                |
| 2015—2024 | с  | Медики Чикаго                       | Chicago Med                                      | Ітан Чой                  |
| 2016      | ф  | Підлітки-мутанти черепашки-ніндзя 2 | Teenage Mutant Ninja Turtles: Out of the Shadows | Шреддер                   |
| 2016—2018 | с  | Пожежники Чикаго                    | Chicago Fire                                     | Ітан Чой                  |
| 2016—2018 | с  | Поліція Чикаго                      | Chicago P.D                                      | Ітан Чой                  |
| 2017      | ф  | Прекрасні                           | The Beautiful Ones                               | Каспер                    |
| 2018      | с  | Люцифер                             | Lucifer                                          | Бен Роджерс               |
| 2021      | мс | Зоряні війни: Видіння               | Star Wars: Visions                               | Ронін                     |
| 2024      | с  | Емігранти                           | Expats                                           | Кларк                     |
| 2025      | с  | Річер                               | Reacher                                          | Квін                      |
| 2025      | ф  | Дім динаміту                        | A House of Dynamite                              |                           |